# Bartha András (üzletember)
Bartha András (Kecskemét, 1948. augusztus 4. – 2024. november 24. ) magyar üzletember, író, költő, golfozó, az Aranypók Zrt. korábbi vezérigazgatója, az Országos Kereskedelmi Szövetség elnökségének korábbi tagja.

## Korai évek, tanulmányok
Tanulmányait szülővárosában kezdte meg, a gimnáziumot azonban már Budapesten fejezte be szülei költözése miatt. A Vörösmarty Mihály Gimnázium elvégzése után többek között az Astoria Szállóban dolgozott pincértanulóként. Ekkor még a vendéglátóiparban látta jövőjét, üzletvezető vagy szállodaigazgató akart lenni, hamarosan azonban elfordult a vendéglátóipartól és közgazdaságtannal kezdett foglalkozni.
1968-ban felvételt nyert a Marx Károly Közgazdaságtudományi Egyetemre, ahol az első reformévfolyam tagjaként kezdte meg tanulmányait. 1972-ben diplomázott belkereskedelem-marketing szakon, később marketing tárgyból doktori fokozatot szerzett.

## Pályafutása
Diplomája megszerzését követően az Állatforgalmi-és Húsipari Trösztnél (ÁHT) helyezkedett el marketing-előadóként. A trösztnél gyors karriert befutva előbb osztályvezetői, főosztályvezetői, kereskedelmi igazgatói, majd vezérigazgató-helyettesi rangra emelkedett. Két évtizeden keresztül dolgozott a vállalatnak, és ez idő alatt jött rá, hogy jó érzéke van a reklámkészítéshez.
Bartha első reklámjaival az ÁHT azon termékeit igyekezett népszerűsíteni, amelyek nagyobb mennyiségben álltak a lakosság rendelkezésére. A hús ebben az időszakban korlátozottan volt csak hozzáférhető, az állatvágás melléktermékei azonban, mint a hurka vagy a disznósajt nem voltak keretes áruk.
Egyik legismertebb munkája a Sas Istvánnal közösen elkészített "Ezt nem adom, ez disznósajt" szövegű spot, amely a Cannes-i Reklámfesztiválon aranyérmet nyert.
A rendszerváltást követően többször munkahelyet váltott, végül az Aranypóknál helyezkedett el privatizációs biztosként. Munkába állását követően végigjárta az Aranypók korábbi 85 boltjából 1991-ben még megmaradt 33 üzletet, ahol a dolgozók által a vállalat iránt mutatott lojalitás arra ösztönözte, hogy a munkavállalói résztulajdonosi program lehetőségeit kihasználva részvénytársaságot alapít a vállalat megmaradt egységeivel. A korábban a vállalat tulajdonában álló üdülőket és magát a székhelyet is eladta, a befolyt pénzből pedig egy régi gyárépületbe költöztette az Aranypókot.
1991-től az Aranypók Rt. vezérigazgatójaként dolgozik, amely 9 saját tulajdonú bolttal kezdi meg működését és az első MRP (Munkavállalói Részvénytulajdonosi Program) cégként lép az értéktőzsdére.
Pályafutása Varga Attila 2018-ban megjelent Hazai hősök című portrékötetében is összefoglalásra került, mellyel a szerző 50 különleges életúttal rendelkező magyarnak kívánt emléket állítani.

## Írói és költői munkássága
1988-ban jelent meg Kézikönyv a nők elsárkányosodásáról című könyve a Mezőgazdasági Könyvkiadó Vállalat gondozásában, amely az év legnagyobb példányszámban eladott könyveként bestselleré vált.
A könyvet sokan bírálták, Berkes Erzsébet az Élet és Irodalom lapjain közölt róla kritikát. Két ellenkönyv is megjelent a következő években: Pécsiné Fehér Rózsa és Várkonyiné Horn Lilla Kézikönyv… a férfiak elkígyósodásáról és ellovagtalanodásáról című könyve (1989), illetve Sély Györgyi Válasz a sárkánynak című írása (1990).
1990-ben Bartha András új könyvvel jelentkezett, mely az Újabb felfedezések a nők elsárkányosodásáról címet viselte és szintén nagy példányszámban kelt el.
2004-ben A kézikönyv a nők elsárkányosodásáról a Sonore kiadó hangoskönyvként is megjelent, Varga Tamás felolvasásában.
2012-ben jelent meg verseskötete E-mail versek – Teljes élet címmel. A kötet újszerűségével, szokatlan mondanivalójával nagy sikert aratott.
2015-ben társszerzője volt a népszerű, szórakoztató Hátsó Gondolatok, Rossz az aki, rosszra gondol társasjátéknak, a Bohéma-Games Kft. kiadásában.
2016-ban jelent meg Önéletrajzi kötete Éltem mint más három! (Önéletrajzi emlékképek) címmel.
2018-ban írta meg első vígjáték színdarabját, melyet a 70. születésnapján mutatott be a Játékszín A Parkolóban címmel. 
2018-ban jelent meg első novelláskötete Lóalkatrészek címmel.
2019-ben kezdett bele A Parkolóban című színdarab megfilmesítésébe és az abból készülő nagyjátékfilm forgatókönyvének megírásába.
2020-ban került leforgatásra első nagyjátékfilmje Szimpla manus címmel, Magyar Attila rendezésében, Hajdu Steve és Szőlőskei Tímea főszereplésével. Eredeti ötlet és forgatókönyv: Bartha András.

## Magánélete
Bartha András két alkalommal nősült. Első házasságából két gyermek született.
Szabadidejében golfozik, tagja a Magyar Senior Golfozók Társaságának, senior kategóriában többször is díjat nyert. 2010-ben a Szezonnyitó Aranypók Társasági Golf Kupán, melynek névadó szponzora, a 2009-es Év Klubtagjaként tüntették ki.
Bartha András elkötelezett filantróp. Számos hazai természetvédelmi és más közhasznú alapítvány alapítója és fő finanszírozója. Nevéhez fűződik többek között például az egészségügyi dolgozók anyagi támogatását célul kitűző Alapítvány A Szent Margit Kórház Sebészetéért közhasznú alapítvány, valamint a szegény sorsú, de abból kitörni vágyó szorgalmas diákok anyagi támogatásával foglalkozó Dr. Bartha András Alapítvány.

## Díjai, elismerései
- Cannes-i Reklámfesztivál, aranyérem
- Klauzál Gábor-díj (2002)[9]
- A XII. Bujtor István filmfesztiválon (2021) Bujtor István szellemiségéért kapott különdíjat a Szimpla manus című film, Magyar Attila rendezésében, Hajdu Steve és Szőlőskei Tímea főszereplésével. Eredeti ötlet és forgatókönyv: Bartha András [10]